# منتخب الجزائر تحت 17 سنة لكرة القدم للسيدات
منتخب الجزائر تحت 17 سنة لكرة القدم للسيدات هو ممثل الجزائر الرسمي في المنافسات الدولية في كرة القدم في فئة كرة القدم للسيدات تحت 17 سنة.